# Asociación Deportiva Cartagena
La Asociación Deportiva Cartagena fue un equipo de fútbol de Costa Rica de la Segunda División de Costa Rica, con base en el distrito de Cartagena del cantón de Santa Cruz en la provincia de Guanacaste.

## Historia
El 16 de agosto de 2000, se proclama campeón de la Asociación Nacional de Fútbol Aficionado (ANAFA) al vencer a Barrealeña 2-0. El técnico fue Mauricio Guevara. 
Su estreno en la Segunda División fue el 20 de agosto de 2000, con victoria de 2-0 ante Puriscal, en el Polideportivo de Cartagena. Juego correspondiente a la campaña 2000-2001. Para el campeonato 2001-2002, propinó una de las mayores goleadas en la Liga de Ascenso, al derrotar a Naranjo 9-0, en el Polideportivo de Cartagena, el 2 de diciembre de 2001. 
Enfrenta su primera final en la Temporada 2001-2002, bajo la dirección del timonel uruguayo Hernán Fernando Sosa ante Guanacasteca. La serie la perdió, al empatar en el juego de ida (1-1) y perder en la vuelta (3-2). 
En 2003 es ganador del Torneo de Apertura, tras vencer en la final a Municipal Grecia, con victorias de 2-1 y 2-0. El entrenador fue el costarricense Benigno Guido. En el campeonato 2003-2004 disputa la final contra Belén y la vuelve a perder. En el primer juego cayó 2-3 y en el segundo ganó 1-0. En la ronda de penales los heredianos vencieron 4-2. 
Disputa el ascenso a la Primera División al enfrentar en la final a San Carlos en la campaña 2005-2006. En la serie gana el primer compromiso 3-2 pero pierde en el segundo 3-1, en el Estadio Carlos Ugalde Álvarez. Después en el torneo 2010-2011 quedaron campeones del torneo de Apertura, pero en la final del torneo vuelven a enfrentarse a Belén, y volvieron a perder, el juego de ida en Heredia quedó 1-1, pero en la vuelta,  ganaron 1-4 y ascendieron a la Primera División de Costa Rica.
El club en sí desapareció cuando tuvo una deuda económica de más de diez millones de colones, y la cual pagó, y adquirió el empresario guanacasteco Gerardo Brenes, el cual trasladó el club a la localidad de Cañas, y posteriormente, alquiló la franquicia al equipo de Jicaral Sercoba.

## Actualidad
El club en sí desapareció en su parcial totalidad, ya que su nombre fue alquilado a Jicaral, y este club la devolvió a la temporada siguiente porque la escuadra jicaraleña adquirió la franquicia del Alajuela Junior. Al darse esto, don Gerardo Brenes decidió devolver al equipo de Cartagena bajo la modalidad de sociedad anónima deportiva, aunque tuvo muchos traspiés porque en sus inicios, tuvo problemas con la administración del Polideportivo de Cartagena, el cual hizo que el club se trasladara al Estadio Cacique Diriá, aunque, también hubo problemas con la administración de éste inmueble, el cual hizo que el equipo se trasladara al Estadio Municipal de Carrillo para finalizar la temporada.
Hoy en día, la franquicia del equipo de Cartagena, fue trasladada a la localidad de San Ramón de Alajuela, bajo los colores de la escuadra poeta, llamada Municipal San Ramón, aunque, el club ramonense, adquirió dicha franquicia en opción de compra, y aún ante la FEDEFUTBOL y LIASCE, mantiene el nombre legal de Cartagena. 

## Datos y estadísticas del club

### Hitos y récords en competiciones nacionales
- Temporadas en 2ª: 5
- Mayor goleada conseguida: 
  - En campeonatos nacionales: Cartagena 9 - 0 Naranjo